# خبازة
الخُـبَّازَة أو الخُـبَّازَى أو الخُـبَّاز أو الخُـبَّـيْـز (الاسم العلمي: Malva) هي جنس نباتي يتبع الفصيلة الخبازية من رتبة الخبازيات.
هو نبات عشبي حولي يبلغ ارتفاعه متر واحد أوراقه مستديرة كلوية الشكل مجنحة مسنة الحافة ساقة طويلة
تكسوها شعيرات دقيقة، يزهر بين شهري حزيران وأيلول، أزهاره ذات خمسة أوراق مجوفة عند الرأس
ذات لون أحمر فاتح ومخططة بخطوط قاتمة يتكاثر بالبذور،
مواطنه أوروبا وآسيا وشمال أفريقيا.

## المنافع
تستعمل الأوراق دون الأعناق حيث تطبخ وتؤكل في الشتاء وهو غني
بفيتامين ألف ومضاد للالتهابات، مُليّن ومُدِرّ للبول.

## قائمة أنواع الخبازة
يوجد عدة أنواع من جنس الخبازة:	 
- خبازة خطمية (الاسم العلمي: Malva alcea)
- خبازة برية (الاسم العلمي: Malva sylvestris)
- خبازة شجرية (الاسم العلمي: Malva arborea)
- خبازة مسكية (الاسم العلمي: Malva moschata)
- خبازة مهملة (الاسم العلمي: Malva neglecta)
- خبازة نيسية (الاسم العلمي: Malva nicaeensis)
- خبازة مجدولة (الاسم العلمي: Malva verticillata)
- خبازة مصرية (الاسم العلمي: Malva aegyptia)
- خبازة تصاعدية الأزهار (الاسم العلمي: Malva assurgentiflora)
- خبازة شمالية (الاسم العلمي: Malva borealis)
- خبازة صينية (الاسم العلمي: Malva cathayensis)
- خبازة كريتية (الاسم العلمي: Malva cretica)
- خبازة منتصبة (الاسم العلمي: Malva erecta)
- خبازة هسبانية (الاسم العلمي: Malva hispanica)
- خبازة اليجينية (الاسم العلمي: Malva iljinii)
- خبازة لندسية (الاسم العلمي: Malva lindsayi)
- خبازة لينية (الاسم العلمي: Malva linnaei)
- خبازة غربية (الاسم العلمي: Malva occidentalis)
- خبازة صغيرة الأزهار (الاسم العلمي: Malva parviflora)
- خبازة ضئيلة (الاسم العلمي: Malva pusilla)
- خبازة أذينية (الاسم العلمي: Malva stipulacea)
- خبازة تورنغي (الاسم العلمي: Malva thuringiaca)
- خبازة تورنفور (الاسم العلمي: Malva tournefortiana)
- خبازة فصلية (الاسم العلمي: Malva trimestris)
- خبازة فيدالية (الاسم العلمي: Malva vidalii)
- خبازة ويغندية (الاسم العلمي: Malva wigandii)
- خبازة مغربية
- خبازة جعدية